# Cerkiew św. Mikołaja w Seldovii
Cerkiew św. Mikołaja – prawosławna parafialna cerkiew w Seldovii.
Rosyjscy misjonarze prawosławni dotarli do Seldovii ok. 1820, jednak obecna świątynia jest znacznie młodsza – powstała w 1891, uzyskując natychmiast status parafialnej. Do tego momentu wspólnota wiernych z Seldovii podlegała parafii w Kenai. W 1981 drewniany budynek był remontowany z funduszy stanu Alaska.
Cerkiew w Seldovii jest w całości wzniesiona z drewna, jednonawowa, z dzwonnicą usytuowaną ponad przedsionkiem. Budynek jest malowany na biało z zielonymi obramowaniami ścian.

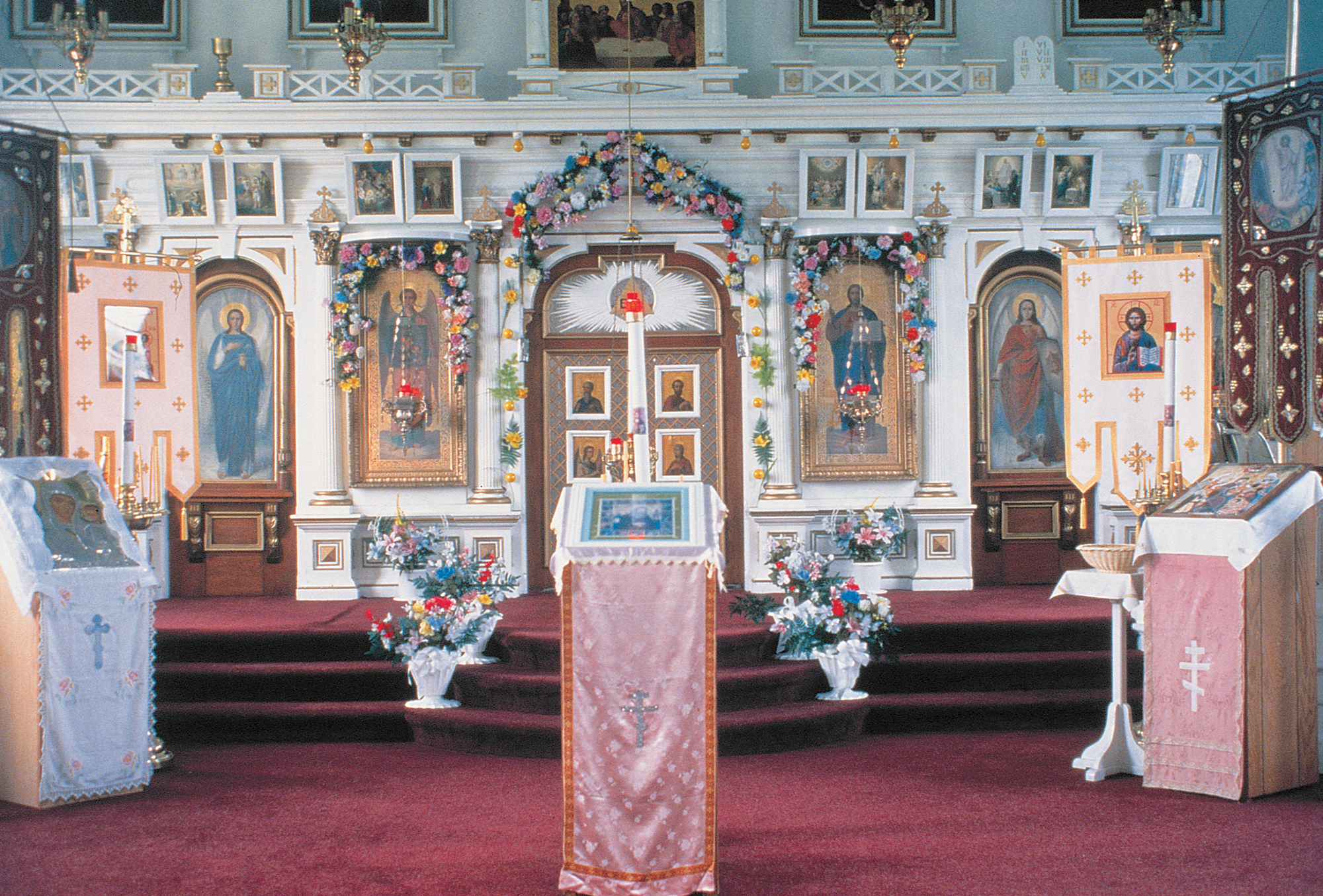
Wnętrze cerkwi